# KSquirrel
KSquirrel – przeglądarka grafik dla środowiska graficznego KDE z eksploratorem plików, drzewkiem plików, miniaturkami, dynamiczną obsługę formatów, interfejsem DCOP, obsługą wtyczek KEXIF i KIPI. Aktualna wersja 0.8.0 (wydana 7 grudnia 2007) obsługuje powyżej 57 formatów plików, m.in. PNG, JPEG, PSD, APNG, GIF, WMF, OpenEXR i wiele innych. Od roku 2008 program nie jest dalej rozwijany.